# Saison WNBA 2001
Navigation
Saison 2000 Saison 2002
La saison WNBA 2001 est la 5e saison de la WNBA. La saison régulière se déroule du 28 mai 2001 au 14 août 2001. Les playoffs commencent le 18 août 2001 et se terminent le 3 septembre 2001, avec le dernier match des finales WNBA remporté par les Sparks de Los Angeles aux dépens du Sting de Charlotte 2 manches à 0.
Les Sparks remportent leur premier titre consécutif de champion WNBA.

## Faits notables
- Le All-Star Game 2001 s'est déroulé au TD Waterhouse Centre à Orlando. Les All-Stars de l'Ouest l'ont emporté sur les All-Stars de l'Est 80-72. Lisa Leslie a été élue MVP.
- Le premier choix de la draft, qui s'est tenue le 20 avril 2001, est Lauren Jackson, sélectionnée par le Storm de Seattle.

## Classement de la saison régulière

### Par conférence
V = victoires, D = défaites, PCT = pourcentage de victoires, GB = retard (en nombre de matchs)
| Équipe                | V  | D  | PCT. | GB |
| --------------------- | -- | -- | ---- | -- |
| Rockers de Cleveland  | 22 | 10 | 68,8 | -  |
| Liberty de New York   | 21 | 11 | 65,6 | 1  |
| Sol de Miami          | 20 | 12 | 62,5 | 2  |
| Sting de Charlotte    | 18 | 14 | 56,3 | 4  |
| Miracle d'Orlando     | 13 | 19 | 40,6 | 9  |
| Fever de l'Indiana    | 10 | 22 | 31,3 | 12 |
| Shock de Détroit      | 10 | 22 | 31,3 | 12 |
| Mystics de Washington | 10 | 22 | 31,3 | 12 |

| Équipe                 | V  | D  | PCT. | GB |
| ---------------------- | -- | -- | ---- | -- |
| Sparks de Los Angeles  | 28 | 4  | 87,5 | -  |
| Monarchs de Sacramento | 20 | 12 | 62,5 | 8  |
| Comets de Houston      | 19 | 13 | 59,4 | 9  |
| Starzz de l'Utah       | 19 | 13 | 59,4 | 9  |
| Mercury de Phoenix     | 13 | 19 | 40,6 | 15 |
| Lynx du Minnesota      | 12 | 20 | 37,5 | 16 |
| Fire de Portland       | 11 | 21 | 34,4 | 17 |
| Storm de Seattle       | 10 | 22 | 31,3 | 18 |

| Qualifié pour les playoffs |

## Playoffs
|  | Premier tour     | Premier tour           | Premier tour |                        |   | Finales de Conférence | Finales de Conférence | Finales de Conférence |  |  | Finales WNBA | Finales WNBA       | Finales WNBA |
|  |                  |                        |              |                        |   |                       |                       |                       |  |  |              |                    |              |
|  | 1                | Rockers de Cleveland   | 1            |                        |   |                       |                       |                       |  |  |              |                    |              |
|  | 4                | Sting de Charlotte     | 2            |                        |   |                       |                       |                       |  |  |              |                    |              |
|  | 4                | Sting de Charlotte     | 2            |                        | 4 | Sting de Charlotte    | 2                     |                       |  |  |              |                    |              |
|  | Conférence Est   |                        |              |                        | 4 | Sting de Charlotte    | 2                     |                       |  |  |              |                    |              |
|  |                  |                        | 2            | Liberty de New York    | 1 |                       |                       |                       |  |  |              |                    |              |
|  | 2                | Liberty de New York    | 2            | Liberty de New York    | 1 | 2                     |                       |                       |  |  |              |                    |              |
|  | 2                | Liberty de New York    |              |                        |   | 2                     |                       |                       |  |  |              |                    |              |
|  | 3                | Sol de Miami           | 1            |                        |   |                       |                       |                       |  |  |              |                    |              |
|  |                  |                        |              |                        |   |                       |                       |                       |  |  | E4           | Sting de Charlotte | 0            |
|  |                  |                        | O1           | Sparks de Los Angeles  | 2 |                       |                       |                       |  |  |              |                    |              |
|  | 1                | Sparks de Los Angeles  | 2            |                        |   |                       |                       |                       |  |  |              |                    |              |
|  | 4                | Comets de Houston      | 0            |                        |   |                       |                       |                       |  |  |              |                    |              |
|  | 4                | Comets de Houston      | 0            |                        | 1 | Sparks de Los Angeles | 2                     |                       |  |  |              |                    |              |
|  | Conférence Ouest |                        |              |                        | 1 | Sparks de Los Angeles | 2                     |                       |  |  |              |                    |              |
|  |                  |                        | 2            | Monarchs de Sacramento | 1 |                       |                       |                       |  |  |              |                    |              |
|  | 2                | Monarchs de Sacramento | 2            | Monarchs de Sacramento | 1 | 2                     |                       |                       |  |  |              |                    |              |
|  | 2                | Monarchs de Sacramento |              |                        |   | 2                     |                       |                       |  |  |              |                    |              |
|  | 3                | Starzz de l'Utah       | 0            |                        |   |                       |                       |                       |  |  |              |                    |              |

## Leaders de la saison régulière

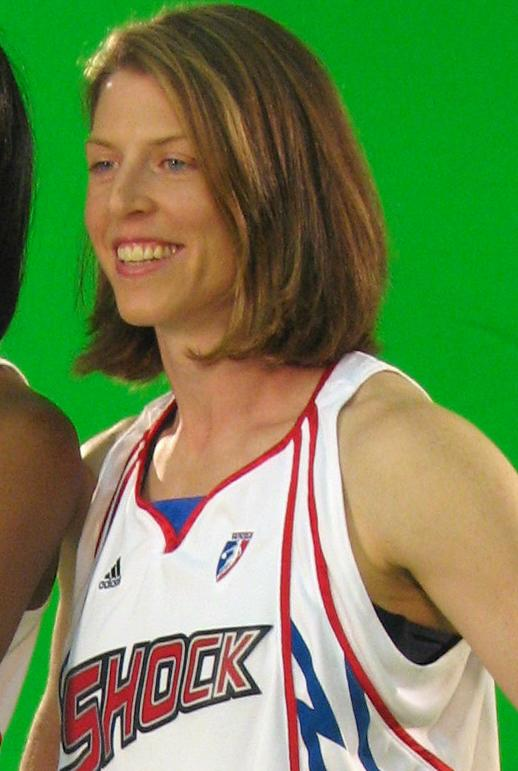
Katie Smith, meilleure marqueuse de la saison.

| Catégorie                  | Joueur           | Équipe                 | Statistiques |
| -------------------------- | ---------------- | ---------------------- | ------------ |
| Points par match           | Katie Smith      | Lynx du Minnesota      | 23,1         |
| Rebonds par match          | Yolanda Griffith | Monarchs de Sacramento | 11,2         |
| Passes décisives par match | Ticha Penicheiro | Monarchs de Sacramento | 7,5          |
| Interceptions par match    | Debbie Black     | Sol de Miami           | 2,6          |
| Contres par match          | Małgorzata Dydek | Starzz de l'Utah       | 3,5          |
| % aux tirs                 | Latasha Byears   | Sparks de Los Angeles  | 60,2 %       |
| % aux lancers francs       | Elena Baranova   | Sol de Miami           | 93,0 %       |
| % à 3 points               | Jennifer Azzi    | Starzz de l'Utah       | 51,3 %       |

## Récompenses individuelles
| - Meilleure joueuse de la saison : - Meilleure joueuse des Finales : - Rookie de l'année : - Meilleure défenseure de la saison : - Meilleure progression : - Entraîneur de l'année : - Trophée Kim Perrot de la sportivité : | Lisa Leslie (Sparks de Los Angeles) Lisa Leslie (Sparks de Los Angeles) Jackie Stiles (Fire de Portland) Debbie Black (Sol de Miami) Janeth Arcain (Comets de Houston) Dan Hughes (Rockers de Cleveland) Sue Wicks (Liberty de New York) |

| - All-WNBA First Team : G Katie Smith (Lynx du Minnesota) F Natalie Williams (Starzz de l'Utah) C Lisa Leslie (Sparks de Los Angeles) G Janeth Arcain (Comets de Houston) G Merlakia Jones (Rockers de Cleveland) | - All-WNBA Second Team : F Tina Thompson (Comets de Houston) F Chamique Holdsclaw (Mystics de Washington) C Yolanda Griffith (Monarchs de Sacramento) G Ticha Penicheiro (Monarchs de Sacramento) G Tamecka Johnson (Sparks de Los Angeles) |